# Кянґямяе
Кя́нґямяе (ест. Kängämäe sulg) — природне озеро в Естонії, у волості Вастселійна повіту Вирумаа.

## Розташування
Кянґямяе належить до Чудського суббасейну Східноестонського басейну.
Озеро лежить у межах села Кюлаору. Через озеро прокладена дорога Кюлаору — Гінса.

## Опис
Загальна площа озера становить 1,49 га, площа водної поверхні — 1,4 га, площа острівця на озері — 0,09 га. Довжина берегової лінії — 988 м.